# Légationville
Légationville (titre original : Embassytown) est un roman de science-fiction de l'écrivain britannique China Miéville publié au Royaume-Uni par Macmillan le 6 mai 2011, puis aux États-Unis par Del Rey Books (filiale de Ballantine Books) le 17 mai 2011 et enfin en français aux éditions Fleuve le 8 octobre 2015.

## Résumé
L'action de Légationville se déroule dans un futur lointain, dans la petite ville de Légationville située sur la planète Ariéka. Cette planète est éloignée de tous les centres de commerces ; elle vit plutôt en vase clos.
Sur cette planète coexistent des humains et des autochtones énigmatiques (les Ariékans, que l'on appelle aussi les « Hôtes »), qui parlent littéralement par deux bouches, et ne connaissent ni le mensonge, ni la métaphore. Les problèmes de communication, la nature de la langue et la vérité du dit ou du non-dit constituent le cœur du roman.
En effet, seuls quelques humains génétiquement modifiés et appariés peuvent parler la langue de ces extraterrestres ; ces duos d'humains, qui forment une sorte de caste à part, sont appelés « Légats ».
Tout va bien depuis des décennies entre Humains et Hôtes, jusqu'au jour où un Légat inattendu arrive sur la planète. Son phrasé plonge les Hôtes dans une sorte de transe, transe qui une fois terminée les laisse dans une situation de manque semblable à celui induit par la prise de drogues. La situation se dégrade et semble tourner au conflit majeur… La guerre civile semble inévitable entre Humains et Ariékans.
Avice Benner Cho, une immerseuse (voyageuse immunisée contre les effets de l'espace « parallèle » qu'est l'immer, lequel permet de court-circuiter les kilomètres), vient de retourner sur Légationville, l'enclave humaine ariékane de son enfance, après des années passées dans l'espace. Au début du récit, Avice, la narratrice humaine, est partagée entre son mari qu'elle aime de moins en moins, un système politique en lequel elle n'a plus confiance et une langue extraterrestre qui, bien qu'elle-même ne la parle pas, l'a intégrée en tant que comparaison.

## Personnages
Les noms présentés sous forme de fractions sont prononcés par les deux bouches des Ariékans, l'une, la Coupe, prononçant la partie supérieure de la fraction et l'autre, la Tourne, la partie inférieure.
- Avice Benner Cho : immerseuse humaine native de Légationville, femme de Scile et ancien amant de CalVin.
- Scile Cho Bardjian : linguiste spécialiste de la langue des Ariékans venu à Légationville à la suite de son mariage avec Avice. Il pense que la langue des Ariékans doit rester telle qu'elle est, quelles qu'en soient les conséquences.
- Cal/Vin (ou CalVin) : Légat de haut rang, ancien amant d'Avice.
- Mag/Da (ou MagDa) : Légat en chef.
- Ez/Ra (ou EzRa) : nouveau Légat, le premier à être constitué de deux personnes pas totalement identiques.
- Bren : ancien Légat, vivant toujours à Légationville et conseiller d'Avice, moitié du Légat BrenDan.
- Ehrsul : « autom »  (mot dérivé d'automate), intelligence artificielle automatisée, très bonne amie d'Avice.
- Wyatt : représentant du Brémen sur Ariéka.
- Hasser : « comparaison » humaine, utilisée par les Ariékans comme partie de leur Langue. Il est l'assassin de Surl/Tesh-echer.
- Surl/Tesh-echer (ou Nid d'abeille) : Ariékan ayant le plus de succès dans ses tentatives de mensonge. Hasser le tue pendant une Fête des Mensonges.
- Danseuse Flamenca : Ariékan dont les couleurs rappellent une robe de flamenco. Il fait partie d'un groupe intéressé par les comparaisons et mené par Surl/Tesh-echer.
- YlleSib (anciennementSib/Ylle) : ancien Légat vivant dans la cité des Hôtes, contact de Bren.

## Accueil critique
Dans sa critique pour The Guardian, Ursula K. Le Guin, déclare que « Légationville est une œuvre d'art parfaitement réussie...fonctionnant à chaque niveau, fournissant un récit compulsif, une magnifique rigueur intellectuelle néanmoins mêlée de risque, du discernement moral, des feux d'artifice de jeux avec les mots, et même cette satisfaction désuète de voir un personnage devenir plus que ce qu'il ne laissait penser au début ». Une autre critique publiée dans Publishers Weekly considère que « le brillant talent de raconteur d'histoires de Miéville prend tout son ampleur quand Avice, faisant face à des problèmes, trouve des solutions basées sur des évolutions complexes de la langue des Hôtes, et plusieurs des personnages les plus intrigants sont les Hôtes eux-mêmes. Il en résulte est un monde magistralement détruit puis reconstruit ». Un journaliste de The Scotsman déclare que « Légationville présente des extraterrestres véritablement et passionnément extraterrestres » et y voit « un livre fondamentalement préoccupé par le rôle du langage comme libération de l'imagination. Miéville a pris les idées théoriques et philosophiques de penseurs tels que Jacques Derrida et Paul Ricœur et les a transformées en histoire. Ce n'est cependant pas un tract. Il y a une véritable transaction émotionnelle au point culminant du roman ».
En France, Sylvain Bonnet note sur ActuSF que le roman « regorge d’idées intéressantes, voire enthousiasmantes » mais qu'il « pâtit d’une narration compliquée qui gêne le lecteur dans sa première moitié ». Pour sa part, Jean-Pierre Lion conclut sa critique dans la revue Bifrost en affirmant que Légationville est « un roman qui prend la tête et procure par là même son plaisir en une sorte de défi ».

### Récompenses
Légationville a été proposé pour le prix Hugo du meilleur roman 2012, le prix Nebula du meilleur roman 2011, le prix Arthur-C.-Clarke 2012 et le prix Utopiales Européen 2016. Il a remporté le prix Locus du meilleur roman de science-fiction 2012.

## Éditions
- Embassytown, Macmillan, 6 mai 2011, 405 p.  (ISBN 978-0230750760)
- Légationville, Fleuve, coll. « Rendez-vous ailleurs », 8 octobre 2015, trad. Nathalie Mège, 500 p.  (ISBN 978-2265097612)
- Légationville, Pocket, coll. « Science-fiction » no 7218, 13 octobre 2016, trad. Nathalie Mège, 544 p.  (ISBN 978-2266269278)